# أليخاندرو أولوا
اليخاندرو أولوا (بالإسبانية: Alejandro Ulloa) (و. 1910 – 2004 م) هو ممثل، ومؤدي أصوات، ومخرج أفلام، وممثل تلفزي إسباني، ولد في مدريد، توفي في برشلونة، عن عمر يناهز 94 عاماً، بسبب سقوط.

## جوائز
حصل على جوائز منها:
- نيشان الفنون والآداب من رتبة قائد (17 يناير 2013)[5]
- جائزة المنافسة العامة  [لغات أخرى]‏ (1946)

## وصلات خارجية
- أليخاندرو أولوا على موقع IMDb (الإنجليزية)
- أليخاندرو أولوا على موقع أول موفي (الإنجليزية)
- أليخاندرو أولوا على موقع قاعدة بيانات الأفلام السويدية (السويدية)
- أليخاندرو أولوا على موقع قاعدة بيانات الفيلم (الإنجليزية)
- أليخاندرو أولوا على موقع كينوبويسك (الروسية)